# Jim Crace
James (Jim) Crace (ur. 1 marca 1946 w Brocket Hall) – brytyjski pisarz.
Ukończył studia licencjackie na Birmingham College of Commerce (w chwili obecnej część Birmingham City University) oraz studia eksternistyczne na University of London. Był wolontariuszem w Sudanie, później pracował jako dziennikarz. 
Otrzymał nagrody literackie:  David Higham Prize, Guardian Fiction Prize, premio Antico Fattore, (wszystkie za powieść Continent), GAP International Prize for Literature (za powieść Dar kamieni), Winifred Holtby Memorial Prize (za powieść Skalna kołyska), National Book Critics' Circle Award (za powieść Being Dead), James Tait Black Memorial Prize i International IMPAC Dublin Literary Awards (obie za powieść Harvest), dwukrotnie Whitbread Prize (za powieści Continent i Quarantine), West Midlands Arts writing award, British Society of Authors travel award oraz  E.M. Forster Award.
3 stycznia 1975 poślubił Pamelę Ann Turton. Para ma dwoje dzieci – syna Thomasa Charlesa oraz córkę Lauren Rose (aktorkę). Mieszka w Birmingham.

## Dzieła

### Powieści
- Continent (1986)
- The Gift of Stones (1988; wydanie polskie Dar kamieni 1995)
- Arcadia (1992; wydanie polskie Arkadia 1995)
- Signals of Distress (1994; wydanie polskie Skalna kołyska 1997)
- Quarantine (1997)
- Being Dead (1999)
- Genesis (2003)
- The Pesthouse (2007; wydanie polskie Schronienie 2011)
- All That Follows (2010)
- Harvest (2013)

### Zbiory opowiadań
- The Slow Digestions of the Night (1995)
- The Devil's Larder (2001)

### Opowiadania
- Annie, Californian Plates (1974)
- Cross-Country (1986)
- The Prospect from the Silver Hill (1986)
- The World with One Eye Shut (1986)
- Love, Hate & Kicking Ass (2007)
- The Secrets of My Success (2007)
- On Heat (2008)

### Nowele
- Electricity (1986)
- On Heat (1986)
- Sins and Virtues (1986)
- Talking Skull (1986)